# Rafael Escamilla
Rafael Escamilla Serrano (Sevilla, febrero de 1931 - Madrid, 9 de septiembre de 2005) fue un periodista español, especializado en temas de motor.

## Biografía
Comenzó su actividad periodística en 1955 cuando compatibilizaba sus estudios de Medicina con una sección en el diario Informaciones, denominada El mundo de la medicina. Poco después comenzó a escribir crónicas sobre motor en el mismo periódico, y ahí comenzó una especialización que marcó toda su trayectoria profesional.
En los años siguientes escribiría en diferentes medios escritos, como El Caso, Dígame, el diario Pueblo, Hoja del Lunes (1962) o Sábado Gráfico (1953-1966), y llegó a ser nombrado subdirector de la revista semanal sobre automovilismo Velocidad (1963).
A principios de los años 60 dio el salto al mundo de la radio, y colaboró en diferentes programas todos ellos de Radio Nacional de España; Sobre cuatro ruedas, Seguridad al volante y Manos al volante.
En 1968 es contratado por Televisión Española para una adaptación al medio de su espacio radiofónico Manos al volante, que alcanzó gran popularidad. Más adelante colaboraría en el espacio Buenas tardes (1970-1972), con una sección denominada El automóvil, desde la que ofrecía consejos de conducción.
Continuó de nuevo en la radio con colaboraciones en el espacio Caravana de Amigos de Radio Nacional de España, durante la década de los 70. En 1985 fue nombrado redactor de deportes del Diario Ya y de RNE, y durante los años 90 se dedicó a escribir libros sobre motor, así como sendos libros sobre supersticiones y latiguillos en castellano.